# La Subasta
La Subasta es un periódico en español que se distribuye en Houston y Dallas, para comprar, vender, alquilar o buscar empleo en español. Es el primer periódico en español que se creó para la comunidad hispana de Houston en 1982.
Tiene 2.800 puntos de distribución en mercados de Houston, con 165.000 copias semanales en Houston, por 131.709 en Dallas.
SECCIONES
- Automotores - Partes, Autos, Camionetas, Talleres
- Bienes Raíces - Casas Móviles, Cuartos de Renta, Propiedades Comerciales, Renta / Venta de Apartamentos, Casas, o Terrenos
- Compra Venta - Electrodomésticos, Misceláneos, Muebles
- Educación - Clases de Manejo, Clases Educacionales
- Empleos - Chóferes, Domésticas, General, Oportunidad de Negocios, Salón de Belleza
- Entretenimiento - Banquetes Eventos Sociales, Grupos Musicales/DJ’s, Show Infantiles
- Personales - Consejeras Espirituales, Oraciones
- Profesionales - Abogados, Income Tax
- Restaurantes - Taquerias, Varios
- Salud - Clínicas, Dentistas, Doctores Generales,
- Seguros - Seguros de Automotores, Seguros de Bienes Raíces, Seguros de Vida
- Servicios - Aires/Calefacciones, Comunicaciones, Electricistas, Limpieza de Alfombras, Plomería, Remodelaciones, Reparación
- Tiendas de Alimento - Carnicerías Mercados Panaderías
- Viajes - Autobuses Agencias

## Sus lectores
Sus lectores son principalmente de origen mexicano, alcanzando una cifra de más de 300.000 lectores de Houston y Dallas.
El rango de edad estienen sobre todo entre 18 y 29 años (37,1% en Houston y un 44% en Dallas), seguidos de los que tienen entre 30 y 39 años (29,8% en Houston y en 30% en Dallas).
Según un estudio del periódico, un 76,6% de los lectores de Houston habla español habitualmente, por un 73% en Dallas. Un 63,6% domina más el español que el inglés en Houston y un 64% en Dallas, un 13% domina por igual el español e inglés en Houston y un 9% en Dallas, y un 11,5% más el inglés que el español en Houston, por un 12% en Dallas. 
El 46,3% de los lectores no llega a tener la graduación de la "High School" (la secundaria), por un 31,8% que si la tiene. El 14,4% tiene alguna formación universitaria, y el 7,5% tiene graduación universitaria.